# Rembów (Sieradz)
Pour les articles homonymes, voir Rembów.
Rembów est une localité polonaise de la gmina de Brzeźnio, située dans le powiat de Sieradz en voïvodie de Łódź.